# Komplementäre Güter
Komplementäre Güter (englisch complementary assets) sind Vermögenswerte, Infrastruktur oder Fähigkeiten, die erforderlich sind, um die erfolgreiche Vermarktung und Kommerzialisierung einer technologischen Innovation zu unterstützen, und zwar abgesehen von den Vermögenswerten, die grundlegend mit dieser Innovation verbunden sind. Sie sind nicht zu verwechseln mit Komplementärgut, gemeinsam nachgefragten Gütern. Komplementäre Güter sind eine der drei Determinanten der Profitabilität von Innovationen, wie sie von David Teece definiert wurden.

## Typen von Komplementärgütern
Komplementäre Güter lassen sich in drei allgemeine Typen unterteilen:
1. Allgemeine Komplementärgüter: „Allgemeine Vermögenswerte“, die nicht speziell auf eine bestimmte Innovation zugeschnitten werden müssen;
2. Spezialisierte Komplementärgüter: Einseitige Abhängigkeit zwischen der Innovation und dem ergänzenden Vermögenswert;
3. Ko-spezialisierte Komplementärgüter: bilaterale Abhängigkeit zwischen der Innovation und dem komplementären Vermögenswert

## Beispiele
RC Cola war das erste Unternehmen, das sowohl Diät-Cola als auch Cola in einer Dose vermarktete. Allerdings ahmten die Konkurrenten Coca-Cola und Pepsi dies bald nach und verdrängten RC Cola aus dem Markt aufgrund ihrer überlegenen Marketingfähigkeiten und Markenbekanntheit, also ihren komplementären Vermögenswerten.
1972: Electric and Musical Industries Ltd. (EMI) (Godfrey Hounsfield, späterer Nobelpreisträger) entwickelte den ersten computertomografischen (CAT) Scanner. Die technische Raffinesse war wesentlich höher als normalerweise in einem Krankenhaus zu finden, was einen hohen Schulungs-, Unterstützungs- und Wartungsaufwand erforderte. Auch die Produktion war schwierig. Problem: EMI verfügte nicht über diese Fähigkeiten, konnte sie nicht extern beauftragen und erkannte ihre Bedeutung nur langsam (→ Komplementäre Güter). GE und Siemens, die über ergänzende Fähigkeiten wie Marketing-Erfahrung, Ruf und Service verfügten, übernahmen den Markt (und das Scanner-Geschäft von EMI).